# Fédération nationale des salariés de la construction, bois et ameublement CGT
la Fédération nationale des salariés de la construction, bois et ameublement CGT (FNSCBA) est la fédération professionnelle qui rassemble des salariés syndiqués des secteurs de la Construction, du Bois et de l'Ameublement. Elle est une des fédérations professionnelles de la Confédération générale du travail. Elle est aussi adhérente à la Fédération européenne des travailleurs du bâtiment et du bois, à l'Internationale des travailleurs du bâtiment et du bois.
Éric Aubin a été le premier Secrétaire Général de la FNSCBA CGT. Il fut aussi élu à la Commission Confédéral de la CGT.
Le 4ème congrès s'est déroulé du 31 mai au 4 juin 2021 à Montreuil, durant lequel son secrétaire général Bruno BOTHUA fut réélu.
Lors de son 5eme congrès, Bruno BOTHUA passe la main à Mathieu DOUGOUD.
La FNSCBA CGT est impliquée dans la vie Confédérale CGT. Yves GAUBY est Co-pilote du secteur Santé/Travail Confédéral et Bruno BOTHUA est devenu le Directeur de l’Administration et des Finances suite au 53eme congrès Confédéral CGT de Clermont Ferrand, qui a vu pour la première fois une femme, Sophie BINET, à la tête de l’organisation. 
Le rôle de la délégation fédérale pendant le congrès est reconnu pour avoir œuvré à l’unité de la CGT. 
La FNSCBA CGT a gagné en notoriété internationale depuis son 3eme congrès et Bruno BOTHUA est depuis 2024 le Président de la FETBB et le Vice Président Européen de l’IBB.
En 2020, la FNSCBA compte environ 17 000 adhérents.

## Historique
La Fédération nationale des salariés de la construction, bois et ameublement CGT est issue de la fusion en 2011 de la Fédération des travailleurs des industries du bois, de l'ameublement et connexes CGT et de la Fédération nationale des salariés de la construction CGT.